# 貴船神社 (飛騨市)
貴船神社（きふねじんじゃ）は、岐阜県飛騨市にある神社。
飛騨国荒城郡の式名社の高田神社の論社である（別の論社は高田神社）。

## 祭神
- 高龗大神
- 大山咋大神
- 高照光姫命
- 大年神

## 由緒
創建時期は不明。室町時代以降式内社の高田神社は衰退し、所在が不明となったという。
江戸時代になり式内社高田神社は、古川郷是重の貴船神社か古川郷太江の白山社かが論争になっていた。式内社の高田神社は「あがたじんじゃ」が正式で、「たかだじんじゃ」と誤って呼称されたものである。貴船神社付近の地名「字高田」が特別な神域であったことが、貴船神社が式内社高田神社である根拠とされていた。
この論争は、文化年間に吉田家により、太江に鎮座する白山社が式内社高田神社であることが確認され、白山社は高田神社に改称することとなる。しかし、貴船神社が式内社高田神社という説は強く、明治2年（1869年）の高山県の飛騨國式内式外社取調書上には高田神社を所在未詳とされていた。正式に白山社が式内社高田神社と称することが認められたのは明治3年（1870年）のことである。
貴船神社が高田神社に改称されることはなかったが、現在も式内社高田神社の論社である。

## 交通機関
- 高山本線飛騨古川駅より約1km